# Jolien Vermeylen
Jolien Vermeylen (ur. 2 maja 1994, Leuven) - belgijska triatlonistka, medalistka Igrzysk Europejskich.
W czerwcu 2023 roku zajęła trzecie miejsce w triathlonie kobiet na Igrzyskach Europejskich w Polsce. W 2024 roku wystąpiła na Letnich Igrzyskach Olimpijskich w Paryżu, gdzie zajęła 24. miejsce w triathlonie kobiet.
19 lipca 2025 roku w Melilli została mistrzynią Europy w triathlonie sprinterskim, pokonując wymagany dystans w 57 minut i 32 sekundy.